# Edward Stanley (17. hrabia Derby)
Edward George Villiers Stanley, 17. hrabia Derby KG, GCB, GCVO (ur. 4 kwietnia 1865 w Londynie, zm. 4 lutego 1948 w Knowsley) – brytyjski arystokrata i polityk, członek Partii Konserwatywnej, minister w rządach Arthura Balfoura, Davida Lloyda George’a, Andrew Bonar Lawa i Stanleya Baldwina.

## Życiorys
Był synem Fredericka Stanleya, 16. hrabiego Derby, i lady Constance Villiers, córki 4. hrabiego Clarendon. Wykształcenie odebrał w Wellington College. W latach 1885–1895 służył w stopniu porucznika w Grenadier Guards.
5 stycznia 1889 r. w Londynie poślubił lady Alice Montagu (15 sierpnia 1862 – 23 lipca 1957), córkę Williama Montagu, 7. księcia Manchester, i hrabiny Louisy von Alten, córki Karla Franza Viktora, grafa von Alten. Edward i Alice mieli razem dwóch synów i córkę
- Victoria Alice Louise Stanley (24 czerwca 1892 – 26 listopada 1927), żona kapitana Neila Primrose’a, miała dzieci
- Edward Montagu Cavendish Stanley (9 lipca 1894 – 16 października 1938), lord Stanley
- Oliver Frederick George Stanley (4 maja 1896 – 10 grudnia 1950)

W latach 1892–1906 zasiadał w Izbie Gmin jako reprezentant okręgu Westhoughton. W latach 1885–1900 był młodszym lordem skarbu. Walczył podczas II wojny burskiej. W 1900 r. został kawalerem Orderu Łaźni. W 1901 r. został finansowym sekretarzem w Ministerstwie Wojny, a w latach 1903–1905 był poczmistrzem generalnym. W 1905 r. otrzymał Krzyż Komandorski Królewskiego Orderu Wiktoriańskiego.
Po śmierci ojca w 1908 r. odziedziczył tytuł 17. hrabiego Derby i zasiadł w Izbie Lordów. W latach 1911–1915 był burmistrzem Liverpoolu. W 1916 r. został na krótko podsekretarzem stanu w Ministerstwie Wojny. Kiedy premierem został David Lloyd George, lord Derby został ministrem wojny. Urząd ten sprawował do 1918 r., kiedy to został brytyjskim ambasadorem we Francji. Na placówce pozostał do 1920 r. W latach 1922–1924 był ponownie ministrem wojny.
Lord Derby był ponadto honorowym prezesem Rugby Football League. W 1935 r. ufundował Puchar Lorda Derby (fr. Trophée Lord Derby) dla najlepszej francuskiej drużyny w rugby. W 1928 r. został Lordem Namiestnikiem Lancashire. W 1915 r. został kawalerem Orderu Podwiązki. Otrzymał również Krzyż Wielki Orderu Łaźni w 1920 r., Krzyż Wielki Królewskiego Orderu Wiktoriańskiego w 1908 r., Legię Honorową oraz Order Karola XII.
Zmarł w 1948 r. Tytuł hrabiego odziedziczył jego wnuk, Edward John.